# Старый Королевский военно-морской колледж
Старый Королевский военно-морской колледж — комплекс зданий в Гринвиче (Лондон, Великобритания), архитектурная доминанта объекта всемирного наследия, известного как «Морской Гринвич» (англ. Maritime Greenwich) (сюда же относятся Квинс-хаус и Гринвичская обсерватория), описываемого ЮНЕСКО как «лучший и наиболее четко выделенный архитектурно-ландшафтный ансамбль на Британских островах».

## История
Первоначально на этом месте стоял дворец Плацентия — любимый дворец короля Генриха VIII, место рождения королев Марии I и Елизаветы I. Во времена английской гражданской войны строение обветшало и было окончательно разрушено в 1694 году (за исключением Квинс-хауса).
Комплекс зданий, включающий в себя часовню и «Расписной зал», был построен по проекту Кристофера Рена в период с 1696 по 1712 год для размещения Королевского военно-морского госпиталя, основанного указом королевы Марии II в 1692 году.
В 1806 году здесь в одной из комнат располагался гроб с телом адмирала Нельсона, после того как его доставили в Лондон и до торжественных похорон в соборе святого Павла.
В 1869 году госпиталь был переведён в графство Саффолк, а в 1873 году постройки Рена были переданы Королевскому военно-морскому колледжу, который занимал их до 1998 года, когда обучение было перенесено в Королевский военно-морской колледж «Британия» в Дартмуте.
В настоящее время здесь размещается Национальный военно-морской музей Великобритании и Университет Гринвича.
Ныне управляется «Гринвичским фондом Старого Королевского военно-морского колледжа» (англ. Greenwich Foundation for the Old Royal Naval College), основанным в 1998 году и сделавшим большинство помещений открытыми для свободного доступа.
Здания и их интерьеры использовались как места съемок множества фильмов и сериалов.

## Галерея
- Часовня
- «Расписной зал» (свод)
- «Расписной зал» (купол)
- «Расписной зал» (гравюра, 1810)